# Eric Bastiaens
Eric Bastiaens is een personage uit de Vlaamse soap Thuis dat gespeeld werd door Kurt Defrancq van 2002 tot 2009.

## Biografie
Eric is de neef van Marianne Bastiaens. Zijn vader Jacques Bastiaens is de broer van Charles Bastiaens, de vader van Marianne. Dat maakt hun dus neef en nicht. Wanneer hij problemen heeft met de renovatie van zijn woning, komt hij samen met zijn vrouw Martine en kinderen Sam en Sofie een tijdje bij haar logeren.
Eric gaat bij Marianne werken, voor haar krant Uit en Thuis. Even later verhuizen ze naar een eigen loft. Hij en Martine groeien uit elkaar, en nadat hij ontdekt dat zij een relatie had met Arno gaan ze definitief uit elkaar. Eric en de kinderen blijven in de loft wonen en Martine begint een relatie met Werner.
Eric verhuurt een kamer aan Maaike en heeft gevoelens voor haar, maar door het grote leeftijdsverschil wil hij geen relatie beginnen. Door de problemen rond de scheiding en Maaike voelde Sofie zich verwaarloosd. Ze ging in de prostitutie en raakte verslaafd aan cocaïne. Eric en Martine besluiten er samen voor te zorgen dat Sofie van haar verslaving afraakt. Ze komen wat dichter bij elkaar en kunnen het weer goed met elkaar vinden. 
Maar wanneer Sofie naar het afkickcentrum is vertrokken, is het contact tussen Eric en Martine weer gebroken. Wanneer Eric tijdens een overval in de Fit en Fun Werner redt, krijgt hij een hartaanval. Martine is zeer bezorgd en blijft trouw aan zijn ziekenhuisbed. Ze worden opnieuw verliefd: Martine en Werner gaan als vrienden uit elkaar en Eric en Martine hertrouwen.
Tussen Eric en Martine is het weer koek en ei, maar op hun trouwdag krijgen Sam en Dorien een auto-ongeluk. Een jaar later op Vrijdag 30 Mei 2008 verdwijnt en overlijdt ook Sofie. Eric en Martine hebben het niet gemakkelijk, maar gaan samen doorheen de moeilijke periode.
Na de begrafenis van Sofie komt Eric oog in oog te staan met Mike, de moordenaar van zijn dochter. Mike lokt hem uit en Eric steekt hem neer met een taartmes. Enkele maanden later wordt Eric opgepakt en moet hij voor de rechtbank verschijnen. Men vreest voor een lange gevangenisstraf, maar hij wordt vrijgesproken (wegens uitlokking). Eric en Martine gaan samen op wereldreis. Ze verkopen de loft aan Femke. Sindsdien is er nooit meer over Eric en Martine gesproken. Het is ook onbekend waar ze nu verblijven.

## Trivia
- Eric heeft een zoon uit een eerste huwelijk: Michael. Michael speelde van 2002 tot 2005 mee en in 2007 dook hij nog enkele keren op.
- Eric is gescheiden van zijn eerste vrouw (de moeder van Michael). In reeks 8 viert Michael kerstmis bij zijn moeder, en nieuwjaar bij zijn vader.
- Eric werkte jarenlang voor Uit en Thuis, de krant van zijn nicht Marianne, maar stapte rond 2008 over naar een grotere krant. Daardoor werd Uit en Thuis opgedoekt.